# Nikolai Alexandrowitsch Roschkow
Nikolai Alexandrowitsch Roschkow (russisch Николай Александрович Рожков, * 24. Oktoberjul. / 5. November 1868greg. in Werchoturje; † 2. Februar 1927 in Moskau) war ein russischer Historiker und Politiker. Mitte 1917 war er stellvertretender Minister der provisorischen Regierung. 1922 wurde er Lehrer am Institut der Roten Professur. Von 1925 bis 1927 lehrte er an der Universität Moskau (MGU).
Er arbeitete mit an der Großen Sowjetenzyklopädie.

## Werke (Auswahl)
- Город и деревня в русской истории Stadt und Dorf in der russischen Geschichte (1902)
- Обзор русской истории с социологической точки зрения Abriß der russischen Geschichte unter soziologischem Gesichtspunkt (2 Bde., 1903–1905)
- Русская история в сравнительно-историческом освещении Russische Geschichte in vergleichend-historischer Sicht (12 Bde., 1918–1926)